# Косьцян
Ко́сьцян (пол. Kościan)  —  город  в Польше, входит в Великопольское воеводство,  Косьцянский повят.  Имеет статус городской гмины. Занимает площадь 8,75 км². Население — 24 086 человек (на 2005 год).

## Известные уроженцы
- Станислав Щепановский (1846—1900) — польский инженер, юрист, экономист, химик, предприниматель, один из пионеров нефтедобывающей промышленности в Галичине.

## Фотографии
- Ратуша
- Костёл
- Рынок